# Пушкарівський Вознесенський монастир
Пушкарівський Вознесенський монастир — православний жіночий монастир, що існував у селі Пушкарівці Полтавського полку Гетьманщини.

## Історія існування

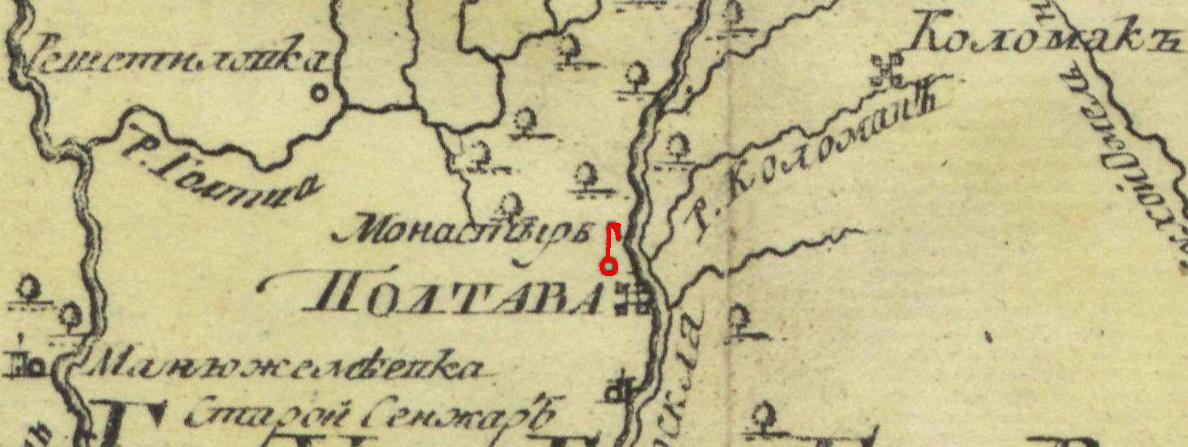
Пушкарівський Вознесенський монастир, карта 1745 року

У 1676, поблизу Мазурівського яру під Полтавою (де нині спуск вулицею Небесної Сотні), з благословення єпископа Чернігівського та Новгородського Лазаря (Барановича) за дозволом полтавських міських старшин черницями-біженками із Поділля було засновано обитель. За назвою трапезної церкви обитель отримала назву Покровського Полтавського жіночого монастиря.
У 1721 стараннями Полтавського полковника Івана Черняка, споруди монастиря було перенесено до села Пушкарівки поблизу Полтави, на землі, що йому належали. Ця дата вважається датою заснування інокинями Полтавського Покровського монастиря нової обителі — Пушкарівського Покровського монастиря, з благословення єпископа Переяславського Кирила (Шумлянського) та з дозволу гетьмана Івана Скоропадського.
У 1762 у монастирі було збудовано першу муровану церкву — храм на честь Вознесіння Господнього — Вознесенську соборну церкву (49°34′49″ пн. ш. 34°29′45″ сх. д. / 49.58036° пн. ш. 34.495759° сх. д.). Від цього часу обитель мала назву Пушкарівського Вознесенського монастиря.
Послушницею у монастирі під іменем Марія була дочка Василя Кочубея Мотря.
Відповідно до указу Катерини II від 26 лютого 1764, відомого під назвою «Духовних штатів», з поділом монастирів на «штатні» та «заштатні», з 1786 монастир залишено на власному утриманні . Під тиском російської влади інокині переходили до інших обителей. На той час ігуменію була колишня наречена Олексія Розумовського . Станом на 1805 рік у монастирі залишилось 22 черниці.
У 1815 монастир було скасовано, а Вознесенській церкві надано статус парафіяльної. Відтоді монастирські споруди руйнувалися. У 1810 було розібрано Георгієвську церкву, розташовану поруч трапезну — 1823. На 1852 у документах згадувалась Вознесенська церква та цвинтар поруч, де була похована Мотря Кочубеєва.
Після захоплення влади у Російській імперії більшовиками, у 1930-х могила Мотрі була знищена, а храм на честь Вознесіння Господнього пограбований та сильно поруйнований.
У 1930 роки споруда церкви зареєстрована органами радянської влади як пам'ятка архітектури, що охороняється Законом, але руйнувалась і на кінець 20-го ст. була у жахливому стані .
1988 року інститутом «Укрпроектреставрація» була розроблена проектно-кошторисна документація на відтворення храму. Роботи розпочалися лише 1996 року завдяки зусиллям настоятеля церкви о. Костянтина. Реставрація завершена на початку 2000-х років.